# Mecardonia procumbens
Mecardonia procumbens es una especie  de planta de la familia Scrophulariaceae. En Perú se la llama hierba de la culebra.

## Descripción
Son hierbas procumbentes, glabras, punteado-glandulares, mayormente ennegrecidas cuando secas; tallos de 5–40 cm de largo, 4-alados. Hojas ovadas, 7–25 mm de largo y 3–16 mm de ancho, margen crenado; pecioladas. Flores solitarias, axilares, pedicelos 8–20 (–26) mm de largo, bibracteolados basalmente; cáliz 5-lobado, los lobos desiguales y más o menos libres hasta la base, imbricados, el lobo adaxial ampliamente lanceolado a ovado, 5–9.5 mm de largo y 3–6 mm de ancho, algo acrescente, mucho más largo y traslapando los 2 lobos medios, los 2 lobos abaxiales casi igualando al lobo adaxial y traslapando los lobos medios; corola 5-lobada, 7–8 mm de largo, amarilla con purpúreo en la garganta, barbada en la boca; estambres fértiles 4. Cápsula ovoide, 5–7 mm de largo, loculicida; semillas ovoides, reticuladas.

## Distribución y hábitat
Es una maleza frecuente en áreas alteradas, se distribuye desde los Estados Unidos (sur de Florida) hasta Uruguay y en las Antillas.

## Propiedades
En Morelos se emplea para curar la alferecía morada y los ”enojos”, así como para el mal aire. En el Estado de México para los sustos. En este último caso se hace con las ramas una infusión alcohólica que se unta por todo el cuerpo.

## Taxonomía
Mecardonia procumbens fue descrita por (Mill.) Small   y publicado en Flora of the Southeastern United States 1: 1065, 1338. 1903.
Etimología
Mecardonia: nombre genérico otorgado en honor de Antonio Meca y Cardona, protector de la botánica en Barcelona, que cedió terreno para el jardín fundado allí.
procumbens: epíteto latíno que significa "postrado".
Sinonimia
- Bacopa chamaedryoides (Kunth) Wettst.
- Bacopa chamaedryoides Cook & Coll.
- Bacopa chamaedryoides f. intermedia Chodat & Hassl.
- Bacopa chamaedryoides var. peduncularis M.C.Matz.
- Bacopa dianthera (Sw.) Descole & Borsini
- Bacopa peduncularis (Benth.) Standl.
- Bacopa procumbens (Mill.) Greenm.
- Bacopa procumbens var. peduncularis Fernald
- Bacopa procumbens var. schottii Greenm.
- Bacopa tenuis (Small) Standl.
- Erinus procumbens Mill.
- Gratiola repens Sessé & Moc.
- Herpestis caprarioides Kunth
- Herpestis chamaedryoides Kunth
- Herpestis chamaedryoides Small
- Herpestis chamaedryoides var. peduncularis (Benth.) A. Gray
- Herpestis chrysantha Cham. & Schltdl.
- Herpestis colubrina Kunth
- Herpestis cubensis Poepp. ex Spreng.
- Herpestis montevidensis Spreng.
- Herpestis peduncularis Benth.
- Herpestis procumbens (Mill.) Urb.
- Herpestis vandellioides Kunth
- Lindernia dianthera Sw.
- Mecardonia dianthera (Sw.) Pennell
- Mecardonia montevidensis (Spreng.) Pennell
- Mecardonia ovata Ruiz & Pav.
- Mecardonia peduncularis (Benth.) Small
- Mecardonia tenuis Small
- Mecardonia vandellioides (Kunth) Pennell
- Mecardonia viridis Small
- Microcarpaea americana Spreng.
- Monniera chamaedryoides (Kunth) Dusén
- Monniera chamaedryoides var. peduncularis (Benth.) Mohr
- Monniera dianthera (Sw.) Millsp.
- Monniera montevidensis (Spreng.) Kuntze
- Monniera procumbens (Mill.) Kuntze
- Monniera procumbens var. montevidensis (Spreng.) Kuntze
- Pagesia diathera (Sw.) Pennell
- Pagesia peduncularis (Benth.) Pennell
- Pagesia procumbens (Mill.) Pennell
- Pagesia vandellioides (Spreng.) Pennell[6]